# Goat
Goat är ett svenskt fusionsrockband. Enligt bandets ursprungsberättelse kommer det från en norrbottnisk voodoo-sekt i Korpilombolo, men de sju medlemmarna bor i Göteborg. Medlemmarna bär maskering på scen och har inte officiellt publicerat sina namn utan använder sig av olika alias. 
Goats psykedeliska musik uppvisar influenser från afrobeat, hårdrock och jazz. De uppträder maskerade i sättningen två sångerskor, två gitarrer, elbas, trumset och congas. De båda sångerskorna utför invecklade dansnummer under de suggestivt ritualbetonade spelningarna.
Debutalbumet World Music från 2012 hyllades av The Guardian som ett av det årets bästa album. Öppningsspåret "Diarabi" är hämtat från den malinesiske popmusikern Boubakar Traoré.

## Diskografi

### Studioalbum
- 2012 – World Music
- 2014 – Commune
- 2016 – Requiem
- 2022 – Oh Death
- 2023 - Medicine
- 2024 - Goat

### Livealbum
- 2013 – Live Ballroom Ritual
- 2017 – Fuzzed in Europe
- 2023 - Levitation Session

### Soundtracks
- 2018 – Double Date (Movie soundtrack)
- 2023 - The Gallows Pole (Original score)

### Samlingsalbum
- 2022 – Headsoup

### Singlar/EP:s
- 2012 – Goatman/The sun the moon
- 2013 – Dreambuilding/Stonegoat
- 2013 – Run to your mama remixes I&II
- 2014 – Goat vs Al Lover remixes
- 2015 – It´s time for fun/Relax
- 2016 – I sing in silence/The snake of Addis Ababa
- 2017 – Goatfuzz/Goatfizz
- 2018 – Let it burn/Friday pt 1
- 2023 - Seu Sangue EP